# Nissan Qashqai
La Nissan Qashqai è un'autovettura della famiglia dei crossover, ovvero un incrocio tra una berlina media e un SUV, che è stata prodotta a partire dalla fine del 2006 dalla Nissan in Europa.

## Nome
Il termine Qashqai (pronuncia [qaʃqaːʔiː]) identifica una popolazione raminga che risiede in una regione sulle montagne del sud dell'Iran. Il nome è stato scelto dalla Nissan pensando che gli acquirenti di quest'autovettura dovessero essere di natura nomade. In Australia, come anche in Giappone, la Qashqai viene commercializzata con il nome di Dualis (デュアリス?, Dyuarizu). Negli Stati Uniti d'America invece, la vettura viene commercializzata col nome Nissan Rogue Sport (per associarlo alla più grossa Nissan Rogue, che, dal 2014 coincide con la Nissan X-Trail)

## Il contesto
Presentata al Salone dell'automobile di Parigi nell'ottobre 2006, la Qashqai è stata interamente sviluppata dal centro di ricerche europeo della Nissan. La vettura usa motori Renault (le due aziende fanno parte di un'alleanza comune) ed è costruita su un pianale sviluppato dalle due case.
L'idea della Qashqai è nata nel 2004 quando la Nissan portò al salone dell'automobile di Ginevra il Qashqai concept, vettura di medie dimensioni votata soprattutto all'utenza giovanile. L'idea si è sviluppata e in tempi ridotti si è arrivati alla Qashqai di serie che, a parte il nome, condivide ben poco con il concept, infatti lo stile è meno hi-tech e più tradizionalista. La Qashqai è disponibile sia con la trazione anteriore sia con la trazione integrale.

## Prima serie (J10/A/I, 2006-2014)

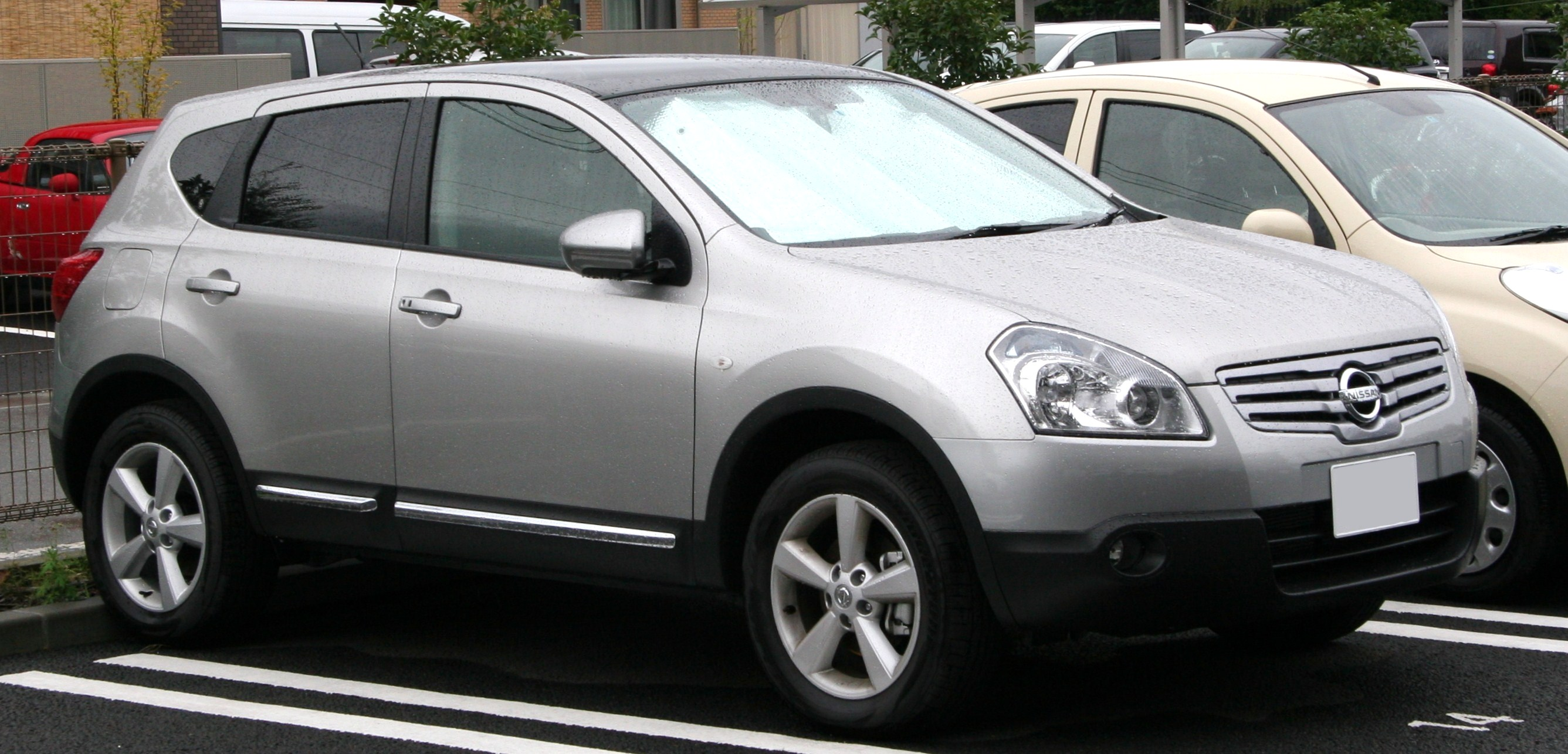
Nissan Dualis (prodotta dal 2009 al 2010)

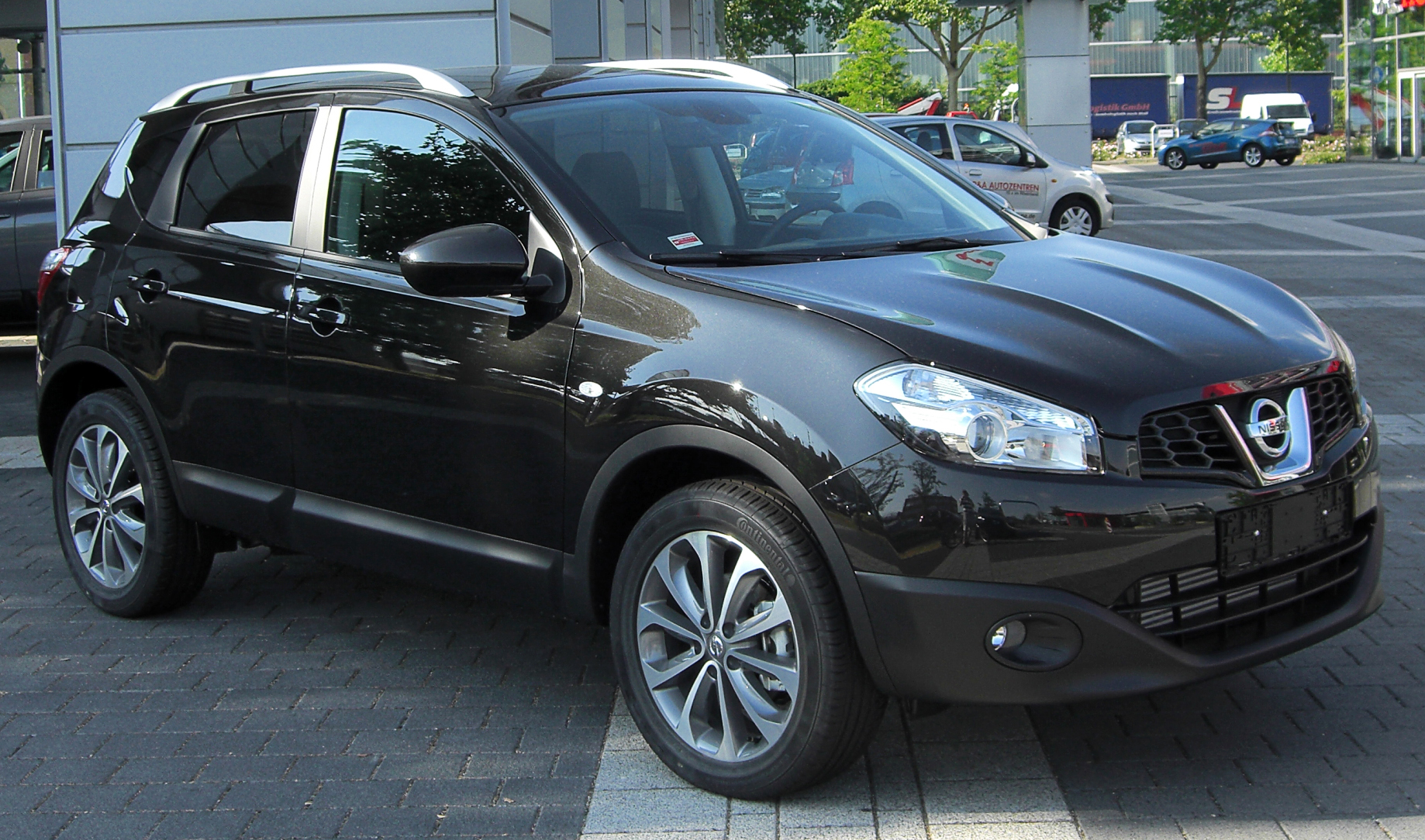
Nissan Qashqai I restyling 2010

### Sicurezza
La Qashqai ha ottenuto 5 stelle al test Euro NCAP del 2007, ed è la vettura che protegge meglio gli occupanti adulti con 37 punti.

### Restyling 2010
Nel 2010 viene presentato il restyling, sempre prodotto nelle fabbriche di Sunderland, con marginali, ma importanti, interventi estetici e strutturali,ed adeguamenti rispetto alla originaria concezione, parzialmente rivista nella motorizzazione (Euro 5), nell'aerodinamica, nelle dotazioni, nella plancia.

### Motorizzazioni prima serie
| Modello     | Disponibilità          | Motore        | Cilindrata (cm³) | Potenza         | Coppia max (Nm) | Emissioni CO2 (g/km)  | 0–100 km/h (secondi) | Velocità max (km/h) | Consumo urbano (km/l)   | Consumo combinato (km/l) | Consumo extra-urbano (km/l) |
| ----------- | ---------------------- | ------------- | ---------------- | --------------- | --------------- | --------------------- | -------------------- | ------------------- | ----------------------- | ------------------------ | --------------------------- |
| 1.6         | dal 02/2007 al 07/2010 | Benzina       | 1598             | 84 kW (114 CV)  | 156             | 162                   | 12                   | 175                 | 11,9                    | 12                       | 14,3                        |
| 1.6         | dal 07/2010 al 11/2013 | Benzina       | 1598             | 86 kW (117 CV)  | 158             | 144                   | 11"9                 | 181                 | 10,7                    | 16,1                     | 19,2                        |
| 1.6 16V     | dall'esordio al 2010   | Benzina - GPL | 1598             | 82 kW (111 CV)  | 156             | 162 (Benz.) 135 (GPL) | 12                   | 181                 | 9,3 (Benz.) 11,9 (GPL)  | 12 (Benz.) 14,9 (GPL)    | 14,3 (Benz.) 17,5 (GPL)     |
| 1.6 16V     | dal 2011               | Benzina - GPL | 1598             | 85 kW (116 CV)  | 158             | 144 (Benz.) 135 (GPL) | 12                   | 178                 | 10,7 (Benz.) 17,5 (GPL) | 16,1 (Benz.) 18,2 (GPL)  | 19,2 (Benz.) 20,2 (GPL)     |
| 2.0 16V     | dal 02/2007 al 11/2013 | Benzina       | 1997             | 104 kW (141 CV) | 196             | 199                   | 10"1                 | 192                 | 9,2                     | 12,1                     | 14,7                        |
| 1.5 dCi DPF | dal 07/2008 al 07/2010 | Diesel        | 1461             | 76 kW (103 CV)  | 240             | 145                   | 12"5                 | 173                 | 15,1                    | 18,1                     | 20,8                        |
| 1.5 dCi     | dal 02/2007 al 07/2010 | Diesel        | 1461             | 78 kW (106 CV)  | 240             | 146                   | 12"2                 | 174                 | 16,1                    | 18,5                     | 20                          |
| 1.5 dCi DPF | dal 03/2010 al 11/2013 | Diesel        | 1461             | 81 kW (110 CV)  | 240             | 137                   | 12"4                 | 177                 | 15,8                    | 19,2                     | 21,7                        |
| 1.6 dCi DPF | dal 09/2011 al 11/2013 | Diesel        | 1598             | 96 kW (130 CV)  | 320             | 129                   | 10"3                 | 190                 | 15,8                    | 20,4                     | 24,4                        |
| 2.0 dCi     | dal 02/2007 al 11/2013 | Diesel        | 1995             | 110 kW (150 CV) | 320             | 174                   | 10"5                 | 191                 | 11,6                    | 15,1                     | 18,1                        |

## Seconda serie (J11/B/II, 2014-2021)

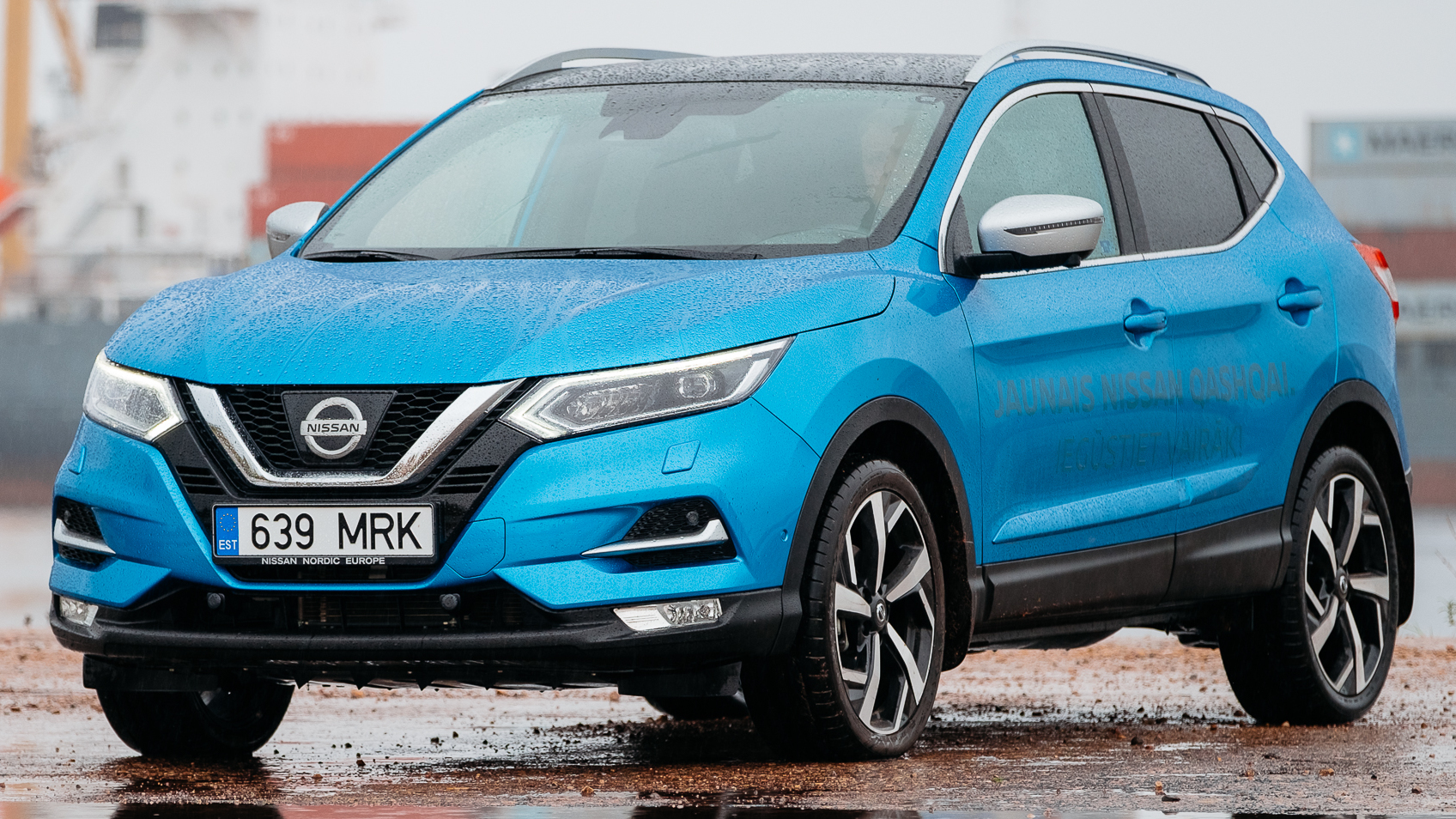
Nissan Qashqai II restyling 2017

Dal gennaio 2014 è entrata nei listini la seconda serie della Nissan Qashqai che sostituisce la versione a cinque posti, mentre la nuova generazione della X-Trail (esordita qualche mese dopo) sostituisce la Qashqai +2.
È disegnata, progettata e realizzata in Inghilterra. Basata sul un nuovo telaio Nissan CMF (Common Module Family, che ha fatto da base per costruire il SUV medio di casa Renault, il Kadjar.

### Restyling 2017
Nel marzo 2017 al salone di Ginevra viene introdotto un restyling che modifica la parte frontale del veicolo, che ora si ispira a quella della contemporanea nuova generazione della Micra, con fari più grandi a forma di boomerang e una calandra più imponente dove spicca il logo Nissan e la griglia cromata denominata V motion dalle dimensioni più generose.

### Motorizzazioni
| Modello      | Disponibilità           | Motore  | Cilindrata (cm³) | Potenza         | Coppia max (Nm) | Emissioni CO2 (g/km) | 0–100 km/h (secondi) | Velocità max (km/h) | Consumo urbano (l/100 km) | Consumo combinato (l/100 km) | Consumo extra-urbano (l/100 km) |
| ------------ | ----------------------- | ------- | ---------------- | --------------- | --------------- | -------------------- | -------------------- | ------------------- | ------------------------- | ---------------------------- | ------------------------------- |
| 1.2 DIG-T    | dall'11/2013 al 08/2018 | Benzina | 1197             | 85 kW (115 CV)  | 190             | 129                  | 10,6                 | 185                 | -                         | 5,6                          | -                               |
| 1.3 DIG-T    | dal 10/2018 al 09/2020  | Benzina | 1332             | 103 kW (140 CV) | 240             | 121-130              | 10,5                 | 193                 | -                         | 5,3-5,7                      | -                               |
| 1.6 DIG-T    | dal 01/2015 al 08/2018  | Benzina | 1618             | 120 kW (163 CV) | 240             | 134                  | 8,9                  | 200                 | -                         | 5,8                          | -                               |
| 2.0 (Russia) | 2013-2021               | Benzina | 1997             | 106 kW (144 CV) | 200             | 159-178              | 9,9-10,5             | 184-194             | -                         | 6,9–7,7                      | -                               |
| 1.5 dCi      | dall'11/2013 al 08/2018 | Diesel  | 1461             | 81 kW (110 CV)  | 260             | 99                   | 11,9                 | 182                 | -                         | 3,8                          | -                               |
| 1.6 dCi      | dall'11/2013 al 08/2018 | Diesel  | 1598             | 96 kW (130 CV)  | 320             | 115-129              | 9,9-11,1             | 183-190             | -                         | 4,4-4,9                      | -                               |
| 1.7 dCi      | dal 01/2019 al 09/2020  | Diesel  | 1749             | 110 kW (150 CV) | 340             | 123-138              | 9,5                  | 192                 | -                         | 4,7-5,2                      | -                               |

## Terza serie (J12/C/III, dal 2021)

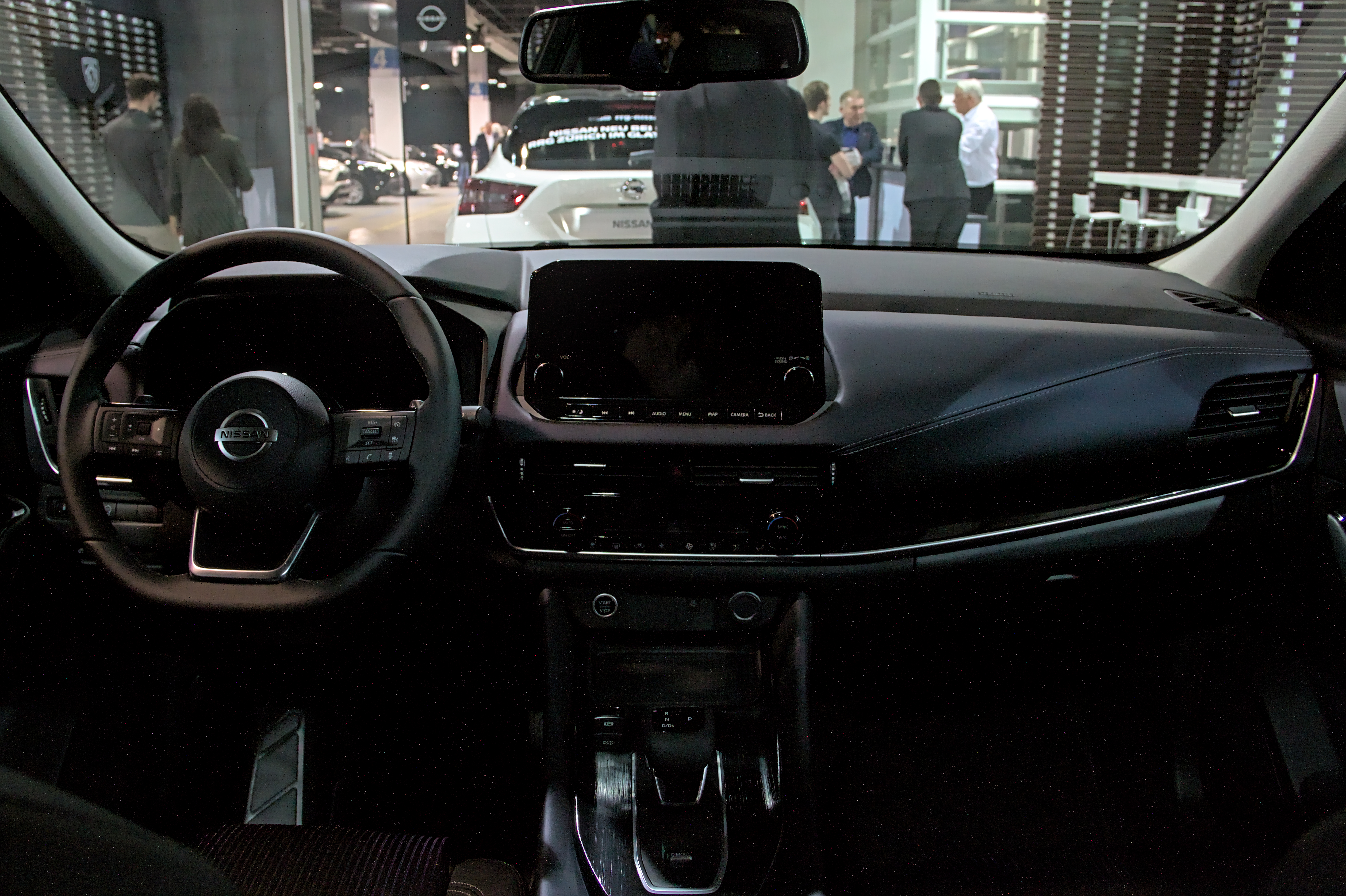
Cruscotto

La terza generazione della Qashqai, presentata il 18 febbraio 2021, si caratterizza per un design che non si discosta molto da quello della seconda serie, ma ne costituisce una evoluzione stilistica. Questa generazione risulta essere leggermente più grande della precedente, essendo 35 mm più lunga, 32 mm più larga e 25 mm più alta, con il passo che è stato incrementato di 20 mm. Questo modello è costruito sulla piattaforma Common Module Family (CMF-C) del Gruppo Renault, è fa anche da base alla Nissan Rogue di terza generazione. Questo ha permesso di incrementare lo spazio a bordo per gli occupanti, in special modo per le ginocchia dei passeggeri posteriori il cui spazi è cresciuto di 28 mm fino ad arrivare a 608 mm, mentre lo spazio per la testa è aumentato di 15 mm.
Anche il bagagliaio è più grande 50 litri grazie ad un piano di carico dall'altezza inferiore e alle sospensioni che sono state ridisegnate per ridurre gli ingombri.
Per la costruzione sono stati utilizzati materiali più leggeri e diverse tecniche di stampaggio e di saldatura nella sua costruzione del telaio e della carrozzeria, al fine di aumentare la rigidità torsionale e ridurre il peso.
Il cofano, i parafanghi anteriori e le portiere sono realizzati in alluminio e sono più leggeri di 21 Kg, il portellone posteriore è realizzato in materiale composito e consente di risparmiare ulteriori 2,3 Kg.
Per migliorare la visibilità, la Nissan ha progettato un design del montante A più sottile e ha collocato il pilone di sostegno degli specchietti retrovisori sul lamierato delle portiere invece che all'angolo del montante A.

### Restyling 2024

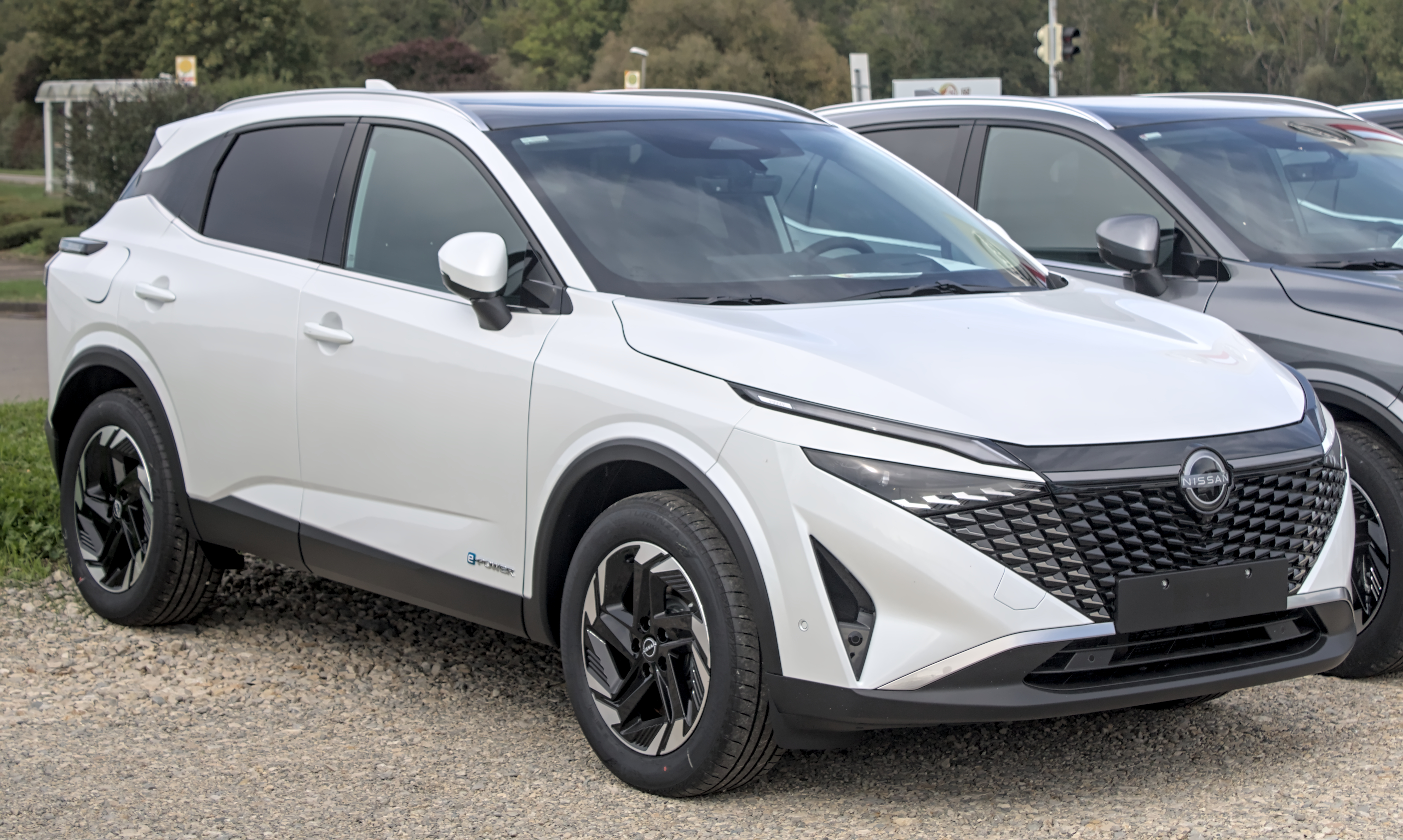
Restyling 2024

Il restyling è stato presentato il 17 aprile 2024. Le modifiche includono fari e fanali posteriori ridisegnati, una nuova fascia anteriore ispirata all'Ariya, nuovi colori esterni possono essere opzionati con elementi cromati satinati o neri lucidi, nuovi design dei cerchi in lega, nuovi design dei sedili, nuovi materiali interni, il sistema di infotainment utilizza Google built-in. nei servizi, una funzionalità Around View Monitor aggiornata con un angolo di visione della fotocamera anteriore di 200 gradi e una nuova funzionalità Driver Assist Custom Mode consente ai conducenti di preferire determinate funzionalità di sicurezza.

### Motorizzazioni
L'unica motorizzazione endotermica disponibile per il mercato europeo è un quattro cilindri turbocompresso benzina HR13DDT DiG-T da 1.3 litri disponibile con due potenze 140 CV e 158 CV, abbinabile a un cambio manuale a 6 marce o Xtronic CVT (a variazione continua di rapporto). La trazione integrale è disponibile solo per la versione da 158 CV con cambio CVT.
Alla fine del 2022 è stato introdotto il modello denominato e-POWER. Si tratta di un ibrido in serie, in cui il motore termico viene impiegato come generatore per ricaricare le batterie dell'auto e per alimentare anche direttamente il motore elettrico,mentre la trazione è completamente elettrica. Questo tipo di veicolo è anche classificato come veicolo elettrico con range extender (EREV). Il motore termico adottato è un 3 cilindri a benzina a compressione variabile (da 14:1 a 8:1), con una cilindrata di 1.5 litri e turbocompressore, capace di erogare 158 CV. La trazione, invece, è affidata ad un singolo motore elettrico da 140 kW (190 CV).